# Poddig Automobil-Museum Berlin
Poddig Automobil-Museum Berlin war ein Museum für Oldtimer.

## Geschichte
Der Berliner Industrielle Hugo Poddig sammelte Automobile. Im Juni 1977 berichtete die Automobil- und Motorrad-Chronik über sein Automuseum. Es befand sich an der Sophie-Charlotten-Str. 41–43 in Berlin-Charlottenburg und war täglich geöffnet. Das Eröffnungsjahr bleibt unklar.
Poddig starb am 20. Januar 1978.
Daimler-Benz kaufte daraufhin einige der Fahrzeuge und schenkte sie dem Deutschen Technikmuseum in Berlin. Eine andere Quelle gibt an, dass das Land Berlin 1979 mit einer Spende von Daimler-Benz in Höhe von 1 Million DM die Sammlung mit 120 Fahrzeugen kaufte. Einer weiteren Quelle zufolge erwarb der Senat von Berlin 1978 die Sammlung und übergab sie dem Technikmuseum.

## Ausstellungsgegenstände
Das Museum stellte etwa 60 Autos und etwa 40 Motorräder aus.